# Acid Black Cherry 5th Anniversary Live “Erect”
『Acid Black Cherry 5th Anniversary Live “Erect”』（アシッドブラックチェリー フィフス　アニバーサリー　ライブ エレクト）は、日本のバンド、Janne Da ArcのボーカリストのyasuのソロプロジェクトであるAcid Black Cherryのライブビデオ。

## 概要
- Acid Black Cherry 5周年記念スペシャルライブとして2012年11月30日から12月30日まで行われたツアー『Acid Black Cherry 5th Anniversary Live “Erect”』の、12月13日に行なわれた国立代々木競技場第一体育館公演の模様を収録。
- 特典映像としてErectライブツアーの全国6公演のオフショット映像を収録。
- 初回限定仕様として、スリーブ仕様およびライブフォトブックレット(24P)が封入されている。
- DVD盤とBlu-ray盤が同時発売。
- 本作でオリコンDVDチャートで音楽・総合部門で首位を獲得、Blu-rayチャートでも音楽部門で首位、総合部門では3位を獲得した。DVDでの総合チャート首位はJanne Da Arc時代を含めても初である[2]。

## 収録曲
1. Opening Movie
2. Maria
3. cord name 【JUSTICE】
4. 楽園
5. in the Mirror
6. ジグソー
7. 優しい嘘
8. 1954 LOVE/HATE
9. doomsday clock
10. 愛してない
11. イエス
12. Bit Stupid
13. チェリーチェリー
14. Murder Licence
15. 黒い太陽
16. ピストル
17. 少女の祈りIII
18. SPELL MAGIC
19. so…Good night. [Encore]
20. Black Cherry [Encore]
21. Prologue End [W Encore]
22. シャングリラ [W Encore]

## 参考
1. ↑  “Acid Black Cherry 5th Anniversary Live “Erect””.   Oricon. 2014年11月30日閲覧。
2. ↑  “【オリコン】Acid Black Cherry、初のDVD総合首位 メジャー15年目で初”.   Oricon. 2014年11月30日閲覧。